# Crisiella borgi
Crisiella borgi is een mosdiertjessoort uit de familie van de Crisiidae. De wetenschappelijke naam van de soort is voor het eerst geldig gepubliceerd in 1931 door Calvet.